# McCammon
McCammon est une ville américaine située dans le comté de Bannock en Idaho.

## Démographie
| 1910 | 1920 | 1930 | 1940 | 1950 | 1960 |
| ---- | ---- | ---- | ---- | ---- | ---- |
| 321  | 467  | 497  | 489  | 578  | 557  |

| 1970 | 1980 | 1990 | 2000 | 2010 | - |
| ---- | ---- | ---- | ---- | ---- | - |
| 623  | 770  | 722  | 805  | 809  | - |

Selon le recensement de 2010, McCammon compte 809 habitants. La municipalité s'étend sur 2,27 milles carrés (5,88 km2), dont 2,25 milles carrés (5,83 km2) de terres.